# Sonakhan
Sonakhan fou un estat tributari protegit del tipus zamindari al districte de Bilaspur a les províncies Centrals, avui a Chhattisgarh. La capital era Sonakhan a uns 100 km al sud-est de Bilaspur a 21° 31′ N, 82° 37′ E / 21.517°N,82.617°E. Estava format per dos fèrtils pobles rodejats de muntanyes.
El sobirà Narayan Singh, es va revoltar el 1857 i el 1858 l'estat fou confiscat i el cap executat. El país va quedar buit durant uns anys; després un cavaller anglès en va adquirir una bona part.